# Samuel Smiles
Samuel Smiles (23 tháng 12 năm 1812 – 16 tháng 4 năm 1904) là một tác giả và nhà cải cách chính phủ người Anh. Mặc dù vận động trên nền tảng phong trào Hiến Chương, song ông là người thúc đẩy ý tưởng rằng sẽ có nhiều tiến bộ hơn từ các thái độ mới thay vì từ các luật mới. Tác phẩm chính của ông là Tinh thần tự lực (1859) đề cao tính tiết kiệm và cho rằng nghèo đói phần lớn là do thói quen vô trách nhiệm gây ra, đồng thời công kích chủ nghĩa duy vật và chính phủ tự do phóng niệm. Tác phẩm được mệnh danh là "kinh thánh của chủ nghĩa tự do giữa thời Victoria" và có tác động lâu dài đến tư tưởng chính trị của Anh.

## Xuất thân và giáo dục
Sinh ra ở Haddington, East Lothian, Scotland, Smiles là con trai của Janet Wilson ở Dalkeith và Samuel Smiles ở Haddington. Ông là một trong 11 đứa trẻ còn sống sót. Trong khi các thành viên trong gia đình ông theo giáo hội Trưởng lão Cải cách khắt khe, ông lại không theo giáo hội này. Ông theo học một trường địa phương cho đến khi 14 tuổi. Ông học nghề bác sĩ dưới sự hướng dẫn của Bác sĩ Robert Lewins. Sự sắp xếp này giúp Smiles theo học ngành y tại Đại học Edinburgh vào năm 1829. Tại đây, ông ngày càng quan tâm đến chính trị và trở thành người ủng hộ nhiệt thành cho Joseph Hume.
Cha ông mất trong đại dịch tả năm 1832, nhưng Smiles có thể tiếp tục việc học vì ông được mẹ ủng hộ. Bà điều hành cửa hàng tổng hợp nhỏ của gia đình với niềm tin rằng "Chúa sẽ nuôi sống". Tấm gương làm việc không ngừng nghỉ của bà để nuôi sống bản thân và 9 người em của ông đã tác động mạnh mẽ đến cuộc sống tương lai của Smiles, nhưng ông phát triển một góc nhìn nhân hậu và khoan dung đôi khi trái ngược với quan điểm của các bậc tiền bối trong giáo hội Trưởng lão Cải cách của mình.
Năm 1838, Smiles được mời làm biên tập cho tờ báo cải cách Leeds Times. Ông dành 20 năm kế tiếp trong thành phố, chuyển đến sống trên Woodhouse Cliff vào năm 1847.

## Sự nghiệp làm chiến dịch viên
Năm 1837, ông viết bài cho Edinburgh Weekly Chronicle và Leeds Times, vận động cải cách nghị viện. Tháng 11 năm 1838, Smiles được mời làm biên tập viên của tờ Leeds Times, vị trí mà ông nhận lời và đảm nhiệm cho đến năm 1842. Tháng 5 năm 1842, Smiles trở thành thư ký của Hiệp hội Cải cách Nghị viện Leeds, tổ chức nắm giữ 6 mục tiêu của Hiến Chương: phổ thông đầu phiếu cho tất cả nam giới trên 21 tuổi; các khu vực bầu cử có quy mô bằng nhau; biểu quyết bằng bỏ phiếu kín; chấm dứt nhu cầu cho nghị sĩ đủ điều kiện vào Nghị viện ngoài việc giành chiến thắng trong một cuộc bầu cử; trả tiền cho các nghị sĩ; và Nghị viện hàng năm.
Là biên tập viên của Leeds Times, ông ủng hộ các mục tiêu cấp tiến từ quyền bầu cử của phụ nữ đến thương mại tự do và cải cách nghị viện. Tuy nhiên, đến cuối thập niên 1840, Smiles bắt đầu lo ngại về việc các nhà Hiến Chương Feargus O'Connor và George Julian Harney ủng hộ vũ lực, mặc dù ông dường như nhất trí với họ rằng các chiến thuật hiện tại của phong trào không hiệu quả, ông chỉ ra rằng "cải cách chính trị đơn thuần sẽ không chữa được những tệ nạn tạp nham đang làm xã hội bất hạnh”.
Ngày 7 tháng 12 năm 1843, Samuel kết hôn với Sarah Ann Holmes Dixon ở Leeds. Họ có ba con gái và hai con trai.
Năm 1845, ông rời Leeds Times và trở thành thư ký cho công ty đường sắt Leeds & Thirsk Railway mới thành lập. Sau 9 năm, ông làm việc cho công ty đường sắt South Eastern Railway.
Ở thập niên 1850, Smiles bỏ quan tâm đến nghị viện và quyết định rằng tự lực là nơi cải cách quan trọng nhất. Năm 1859, ông xuất bản cuốn sách Tinh thần tự lực (tiếng Anh: Self-Help; with Illustrations of Character and Conduct).

Smiles đã viết bài cho tờ Quarterly. Trong một bài báo về đường sắt, ông nhận định rằng đường sắt nên được quốc hữu hóa và hành khách hạng ba nên được khuyến khích. Năm 1861, Smiles xuất bản một bài báo từ Quarterly, được đổi tên thành Workers Earnings, Savings, and Strikes. Ông cho rằng nghèo đói trong nhiều trường hợp là do thói quen không dự phòng:
Thời đại thịnh vượng, trong đó mức lương đạt cao nhất và các nhà máy hoạt động toàn thời gian song không phải là thời điểm mà các Viện và Trường cơ khí phát triển, mà là thời các nhà bán rượu bia làm ăn phát đạt ... Một công nhân kiếm được 50 đến 60 [shilling] một tuần (hơn cả thu nhập bình quân của nhân viên ngân hàng) bằng lòng sống trong một căn nhà một phòng tồi tàn ở một khu phố tệ, cái phòng ấy được dùng làm phòng khách, nhà bếp và phòng ngủ cho cả gia đình, gồm chồng, vợ, 4 đứa con trai, hai con mèo và một con chó. Nhân chứng được hỏi: Bạn có nghĩ gia đình này không thể có được chỗ ở tốt hơn hay là họ cẩu thả? Đáp án là họ cẩu thả.

Năm 1866, Smiles trở thành chủ tịch của Viện tiết kiệm quốc gia song từ chức vào năm 1871, sau khi bị đột quỵ do suy nhược.

## Sự nghiệp viết lách
Năm 1875, cuốn sách Thrift của ông được xuất bản. Trong đó, ông ghi rằng "sự giàu có không cấu thành bất kỳ đặc sắc nào. Chỉ có kẻ tầm thường mới coi giàu là giàu”. Ông tuyên bố rằng Đạo luật sửa đổi luật người nghèo năm 1834 là "một trong những đạo luật giàu giá trị nhất được đưa vào sách quy chế trong thời hiện đại". Ông còn phê phán laissez-faire:
Khi sốt phát ban hay dịch tả bùng phát, họ bảo rằng Không Ai phải chịu trách nhiệm. Cái 'Không ai' khủng khiếp ấy! Anh ta phải trả lời biết bao nhiêu thứ. Những điều ác mà "Không ai' làm hơn tất cả thế giới. Không ai làm giả thực phẩm của chúng ta. Không ai đầu độc chúng ta bằng đồ uống tệ. Không ai cung cấp nước bẩn cho chúng ta. Không ai làm lây lan cơn sốt trong các hẻm cụt và đường chưa dọn quét. Không ai làm thành phố không thoát nước. Không ai lấp đầy các trại giam, nhà tù và trạm kết án. Không ai làm kẻ săn trộm, kẻ cướp và bợm rượu. Không ai cũng có một lý thuyết—một lý thuyết khủng khiếp. Nó được thể hiện bằng hai từ—Laissez faire—Kệ đi. Khi người ta bị đầu độc bởi vữa thạch cao trộn với bột mì, "Kệ đi" là liều thuốc. Khi Cocculus indicus được sử dụng thay cho hoa bia, rồi người ta chết yểu, thật dễ để nói, "Chẳng ai làm cả." Hãy để những ai có thể nói vậy phát hiện ra rằng khi họ đã bị gạt: Caveat emptor. Khi người ta sống trong những căn nhà tồi tàn, để mặc họ. Hãy để cái bất hạnh làm việc của nó; đừng có can thiệp cái chết.

Năm 1871, ông chỉnh sửa những bức thư do con trai mình tên Samuel Smiles Jr (sinh 1852) viết và gửi về nhà trong chuyến đi biển thời niên thiếu (vì lý do sức khỏe của mình), cũng như nhật ký mà ông lưu giữ trong chuyến đi đến Úc và Hoa Kỳ từ tháng 2 năm 1869 đến tháng 3 năm 1871, rồi xuất bản chúng ở London dưới dạng sách với nhan đề A Boy's Voyage Round the World.

### Tinh thần tự lực
Smiles không thành công lắm trong sự nghiệp làm bác sĩ và nhà báo. Ông tham gia một số liên doanh hợp tác, nhưng họ lụn bại vì thiếu vốn. Bị vỡ mộng, ông quay lưng lại với chủ nghĩa không tưởng của tầng lớp trung lưu. Cuối cùng, ông tìm ra được nơi ẩn náu trí tuệ và danh tiếng quốc gia trong sự cô lập của tự lực.
Nguồn gốc của cuốn sách nổi tiếng nhất của Smiles là Tinh thần tự lực nằm trong một bài phát biểu của ông vào tháng 3 năm 1845 để đáp lại yêu cầu của Hiệp hội Cùng Tiến Bộ (Mutual Improvement Society), được xuất bản với nhan đề The Education of the Working Classes. Trong đó Smiles nói:
Tôi không nhờ bất kì ai ở đây nghĩ rằng, vì tôi đã nhắc đến những cá nhân tự vươn lên bằng tự học từ nghèo khó lên có được địa vị xã hội, và thậm chí giàu có, đấy là những tiêu chí chính cần hướng tới. Thế đúng là một sai lầm lớn. Kiến thức bản thân nó là một trong những thú vui cao nhất. Kẻ vô học đi qua thế giới chết đến với mọi thú vui, trừ những cái liên quan đến giác quan ... Mỗi con người đều có một sứ mệnh vĩ đại để thực hiện, những năng lực ưu tú để trau dồi, một vận mệnh lớn để hoàn thành. Lẽ ra anh ta nên có những phương tiện giáo dục và tự do sử dụng mọi tài năng trong bản chất thần thánh của mình.

Nhà xuất bản Routledge mới thành lập đã từ chối xuất bản Tinh thần tự lực vào năm 1855. 20 năm sau, Smiles ngồi cạnh George Routledge trong một bữa tối, và ông ta nói với ông: "Và khi nào chúng tôi có vinh dự được xuất bản một trong những cuốn sách của ông không, Bác sĩ Smiles?"; Smiles trả lời rằng Ngài Routledge đã có vinh dự từ chối Tinh thần tự lực. Mặc dù John Murray sẵn sàng xuất bản Tinh thần tự lực theo hệ thống bán lợi nhuận, nhưng Smiles từ chối vì ông không muốn cuốn sách mất đi những giai thoại của nó. Năm 1859, Smiles tự xuất bản cuốn sách và giữ bản quyền, đồng thời trả cho John Murray 10% tiền hoa hồng. Tác phẩm bán được 20.000 bản trong vòng một năm kể từ khi xuất bản. Vào thời điểm Smiles qua đời vào năm 1904, cuốn sách tiêu thụ được hơn một phần tư triệu bản. Tinh thần tực lực đã biến [Smiles] trở thành người nổi tiếng: gần như chỉ sau một đêm, ông trở thành một chuyên gia hàng đầu và một bậc thầy được nhiều người tư vấn". Smiles "đột nhiên trở thành mốt và ông ấy bị mê hoặc bởi những yêu cầu rằng ông nên đặt những viên đá nền, ngồi để được vẽ chân dung của mình, trao giải thưởng cho trẻ em mồ côi, phát biểu từ bục giảng. Ông ta vốn là người đơn giản nên đắc chí với những lời mời này, nhưng dĩ nhiên ông không thể nhận lời. Ông có việc phải làm... nhiệm vụ của ông không nằm trên bất kỳ nền tảng công khai nào. . . Nó nằm trong văn phòng của ông với Công việc của ông ấy".

### Bản thảoConduct
Smiles dự định xuất bản một cuốn sách có tựa đề Conduct vào năm 1896. Ông gửi nó cho nhà xuất bản của mình, nhưng John Murray từ chối xuất bản cuốn sách. Năm 1898, ấn phẩm lại bị từ chối xuất bản.
Sau khi Smiles mất vào năm 1904, bản thảo cuốn Conduct được tìm thấy trên bàn làm việc của ông và theo lời khuyên của John Murray, thì nó đã bị tiêu hủy. Không có bản sao nào còn tồn tại được biết tới.

## Cuối đời, qua đời và hậu duệ
Sir George Reid được giao nhiệm vụ vẽ bức chân dung của Smiles, hoàn thành vào năm 1877 và hiện nằm trong bộ sưu tập của Bảo tàng Quốc gia Luân Đôn. Bản sao chữ viết tay của ông có thể được tìm thấy trong kho lưu trữ của Hội đồng Đông Lothian.
Năm 1892, William Gladstone trở lại nắm quyền và với tư cách thủ tướng đã giới thiệu Dự luật Nội quy Ireland lần thứ hai. Lúc ấy Smiles viết thư cho con trai mình ở Ulster: "Con đừng nổi loạn. Giữ im lặng, dù cha thấy tên của con trong số những kẻ kích động... Bức thư của con thật sự đáng sợ... Gladstone lên nắm quyền và chúng ta đang có nguy cơ gặp Nội chiến. Đây không thể là kết quả của tài chính trị tốt. Tuy nhiên, có những thành viên Tự do đi cổ vũ cho kẻ điên. Than ôi, than ôi cho chủ nghĩa tự do!... Cha có phải báo con trước sáu tháng để rút các khoản vay của cha cho BR Co., vì cha muốn giữ lại số tiền ít ỏi mà cha có cho vợ và con cái, chứ không phải để trang bị vũ khí cho người Ulster". Smiles viết thư cho Lucy Smiles vào năm 1893, "Dự luật Nội quy này thật kinh khủng... Tôi thực sự kinh hoàng trước con chó săn khốn khổ đó, một người không đáng được danh hiệu chính khách, đã ném đất nước vào tình trạng hỗn loạn. Tôi không thể hiểu có bao nhiêu người ở vùng này của Anh đi theo tên điên đó, giống như một đàn cừu. Y chỉ đơn giản là bùng lên với sự tự phụ. Than ôi! Than ôi cho chủ nghĩa tự do!”
Ngày 16 tháng 4 năm 1904, Samuel Smiles qua đời ở Kensington, Luân Đôn ở tuổi 92 và được chôn cất tại Nghĩa trang Brompton. Không lâu trước khi qua đời, ông được cho là đã được phong tước hiệp sĩ, song đã từ chối.

## Di sản

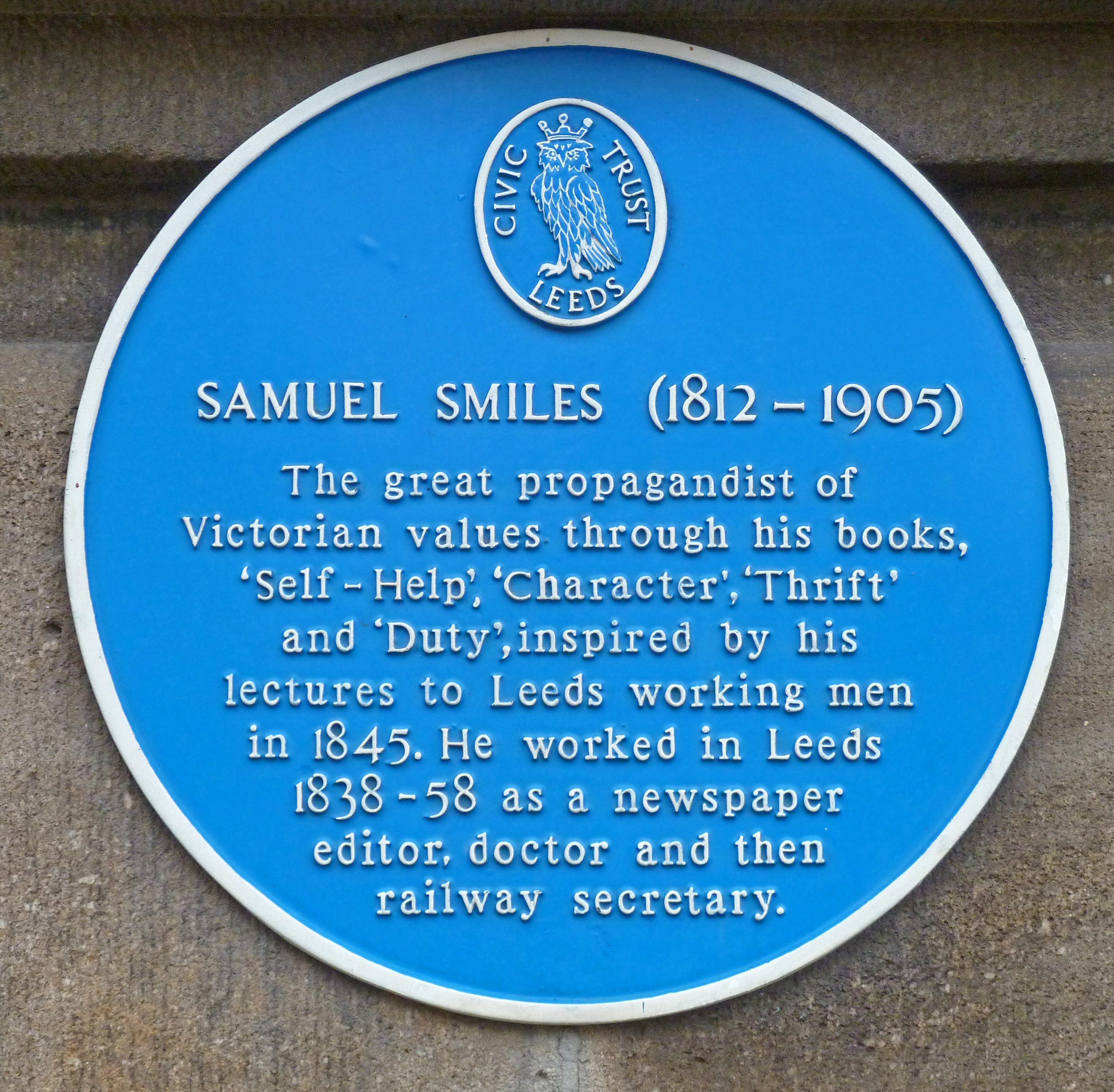
Samuel Smiles (8116935276)

Tinh thần tự lực đã được mệnh danh là "kinh thánh của chủ nghĩa tự do giữa thời Victoria", và tác phẩm đã đưa Smiles lên hàng ngũ nổi tiếng gần như chỉ sau một đêm.
Nghị sĩ Đảng Tự do J. A. Roebuck vào năm 1862 đã gọi cuốn Workmen's Earnings, Strikes and Savings của Smiles là "một cuốn sách rất đáng chú ý" và trích dẫn các đoạn từ cuốn sách ấy trong một bài phát biểu.
George Bernard Shaw, trong tác phẩm Fabian Essays in Socialism (1889), gọi Smiles là "Plutarch hiện đại ấy".
Cuối thế kỷ 19 và đầu thế kỷ 20 chứng kiến sự trỗi dậy của Chủ nghĩa tự do mới, kinh tế học Keynes và chủ nghĩa xã hội, tất cả đều coi tiết kiệm là bất lợi. Các nhà kinh tế theo chủ nghĩa tự do mới là J.A. Hobson và A.F. Mummery trong cuốn Physiology of Industry (1889) cho rằng tiết kiệm dẫn đến tình trạng tư bản và lao động không được sử dụng đúng mức trong thời kỳ suy thoái thương mại. Cuốn General Theory of Employment, Interest and Money (1936) của John Maynard Keynes thì cố thay thế kinh tế học tự do cổ điển.
Các tổ chức tài chính tương hỗ đã đưa thông điệp tiết kiệm để tự cải thiện, được thể hiện trong Thrift. Năm 1897, Halifax đã in tờ rơi "Misery Leaflet", trong đó một ngôi nhà cũ nát và một ngôi nhà khá giả được minh họa cạnh nhau dưới nhãn "Thiếu tiết kiệm" và "Tiết kiệm". Tờ rơi có các cột bên lề ghi "Ít tiền và nhiều lần sẽ làm đầy túi.", "Trước khi kết hôn hãy có nhà để ở" và "Tiết kiệm vẫn sẽ phát đạt khi thiên tài chết đói. Khi vận may đến hãy nắm lấy thời cơ." Trên thực tế, phần lớn người dân không thể gửi tiết kiệm vì các ngân hàng không chấp nhận các khoản tiền gửi nhỏ vào thời điểm ấy.
Năm 1905, Giám mục Ripon William Boyd Carpenter đã khen ngợi Smiles: "Giám mục nói rằng ông đã nhận thấy ở một số nơi có một chút xu hướng chê bai những nghị lực giản dị trong cuộc sống mà từng có lúc rất được coi trọng. Ông nhớ lại sự xuất hiện của Tinh thần tự lực của Samuel Smiles, nhân vật cách đây 40 hay 50 năm đã có bài giảng tại Leeds khuyến khích thanh niên tham gia vào việc cải thiện bản thân. Sách của ông được đọc với sự say mê phi thường, song làm phát sinh một trường phái dạy về sự tồn tại của cái đẹp và không làm gì cả. Trường phái ấy chê bai tiết kiệm, không coi trọng tư cách và có lẽ cũng không mấy coi trọng bổn phận”.

## Tác phẩm

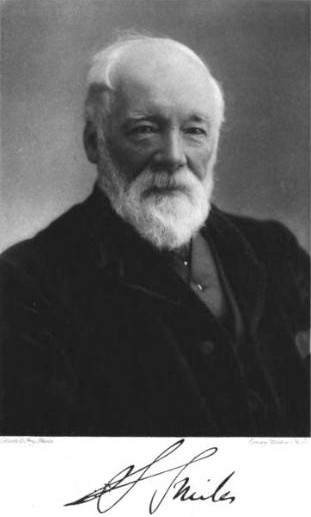

### Chủ đề tự lực
- Tinh thần tự lực, 1859
- Character, 1871
- Thrift, 1875
- Duty, 1880
- Life and Labour, 1887

### Tác phẩm tiểu sử
- The Life of George Stephenson, 1857
- The Story of The Life of George Stephenson, London, 1859 (abridgement of the above)
- Brief biographies, Boston, 1860 (articles reprinted from periodicals such as the Quarterly Review)
- Lives of the Engineers, 5 vol, London 1862
  - Vol 1, Early engineers – James Brindley, Sir Cornelius Vermuyden, Sir Hugh Myddleton, Đại úy John Perry
  - Vol 2, Harbours, Lighthouses and Bridges – John Smeaton và John Rennie (1761–1821)
  - Vol 3, History of Roads – John Metcalf và Thomas Telford
  - Vol 4, The Steam Engine – Boulton and Watt
  - Vol 5, The Locomotive – George Stephenson và Robert Stephenson
- Industrial Biography, 1863
- Vol 4 Boulton and Watt, 1865
- The Huguenots: Their Settlements, Churches and Industries in England and Ireland, 1867
- The Huguenots in France. 1870
- Lives of the Engineers, new ed. in 5 vols, 1874
- Life of a Scotch Naturalist: Thomas Edward, 1875
- George Moore, Merchant and Philanthropist, 1878
- Robert Dick, Baker of Thurso, Geologist and Botanist, 1878
- Men of Invention and Industry, 1884
- James Nasmyth, engineer, an autobiography, ed. Samuel Smiles, 1885
- A Publisher and his Friends. Memoir and Correspondence of the Late John Murray, 1891
- Jasmin. Barber, poet, Philanthropist, 1891
- Josiah Wedgwood, his Personal History, 1894
- The Autobiography of Samuel Smiles, LLD, ed. T. Mackay, 1905 – ấn bản New York